# Buchholz (Visselhövede)
Buchholz ist ein Ortsteil der Stadt Visselhövede im niedersächsischen Landkreis Rotenburg (Wümme). 

## Geografie
Buchholz liegt im nördlichen Bereich der Stadt Visselhövede, fünf Kilometer nördlich vom Kernort Visselhövede. Nachbarorte sind – von Norden aus im Uhrzeigersinn – Rosebruch, Hiddingen, Visselhövede (Kernort), Jeddingen und Wittorf.

## Geschichte
Seit der Gebietsreform, die am 1. März 1974 in Kraft trat, ist die vorher selbstständige Gemeinde Buchholz eine von 15 Ortschaften der Stadt Visselhövede.

## Politik
Ortsvorsteher ist Dominik Oldenburg.

## Wirtschaft und Infrastruktur
Buchholz liegt fernab des großen Verkehrs. Die Bundesautobahn 27 verläuft 16 km entfernt südwestlich. Die von Bomlitz über Visselhövede nach Rotenburg (Wümme) führende Bundesstraße 440 verläuft südwestlich, zwei Kilometer entfernt. Die Bundesstraße 71 von Soltau über Neuenkirchen nach Rotenburg (Wümme) verläuft in acht Kilometern Entfernung nordöstlich. 
In Buchholz gibt es keine Straßenbezeichnungen, sondern nur Hausnummern, nach denen sich Einwohner, Postboten, Lieferanten und Besucher orientieren müssen.